# Christoph von Zülow
Freiherr Christoph von Zülow (erwähnt 1632) war Soldat und Mitglied im ersten deutschen Sprachverein, der Fruchtbringenden Gesellschaft.
Zülow stammt aus mecklenburgischem Uradel. Über Leben und Werdegang ist nach derzeitigem Stand der Forschung recht wenig bekannt.
Im Feldlager vor Hildesheim im Frühjahr 1632 ist Oberstleutnant Zülow mit fünf eigenen Reiterkompanien unter den Truppen des Herzogs Georg von Braunschweig-Calenberg bezeugt.
Ende 1636 wurde Zülow zusammen mit Graf Christian zu Rantzau durch Fürst Ludwig I. von Anhalt-Köthen in die Fruchtbringende Gesellschaft aufgenommen. Er verlieh diesem den Gesellschaftsnamen Der Faslich(t)e und das Motto treibet wohl aus. Als Emblem wurde ihm der Wunderbaum, wie er in Samen scheust (Ricinus communis L.) zugedacht. Im Gesellschaftsbuch der Fruchtbringenden Gesellschaft findet sich Zülows Eintrag unter der Nr. 298. Dort ist auch das Reimgesetz verzeichnet, das er anlässlich seiner Aufnahme verfasst hatte:
Eß treibet sehr wohl auß deß Wunderbaumes samen,
Deß häußlein faßlecht ist, Vnd Faßlecht mir den nahmen
Man drumb gegeben hat, Weil also wird verwahrt
Dr bunte samen, der Zur Artzeney verkahrt
Sehr starcke wirckung giebt: Wen daß böß’ außgetrieben
So Zeigt daß gute sich, daß soll man hertzlich lieben.
Vnd in der weißheit hauß behalten faßlicht sein
Daß man auch andre mach’ inß leben gehen ein.
| Personendaten    | Personendaten                                                        |
| ---------------- | -------------------------------------------------------------------- |
| NAME             | Zülow, Christoph von                                                 |
| ALTERNATIVNAMEN  | Der Faslichte                                                        |
| KURZBESCHREIBUNG | Soldat und Mitglied im Sprachverein die Fruchtbringende Gesellschaft |
| GEBURTSDATUM     | vor 1632                                                             |
| STERBEDATUM      | nach 1636                                                            |